# Energy Star

Logo umieszczane na produktach zgodnych ze standardem Energy Star.

Energy Star – międzynarodowy program mający na celu promowanie produktów energooszczędnych i zmniejszenie wydzielania gazów będących przyczyną efektu cieplarnianego.
Energy Star zainicjowały w 1992 roku dwie instytucje: Amerykańska Agencja Ochrony Środowiska oraz Departament Energii Stanów Zjednoczonych. Od 1 lipca 2009 r. obowiązuje standard Energy Star 5.0.